# Citharomangelia denticulata
Citharomangelia denticulata é uma espécie de gastrópode do gênero Citharomangelia, pertencente à família Mangeliidae.